# Porcia, Friuli-Venezia Giulia
Porcia är en ort och kommun i regionen Friuli-Venezia Giulia i Italien och tillhörde tidigare även provinsen Pordenone som upphörde 2017. Kommunen hade 15 200 invånare (2018).